# Armin Roder
Armin Roder (* 25. Februar 1932  in Klaffenbach bei Chemnitz) ist ein deutscher Schauspieler und Mitbegründer der Compagnie de Comédie Rostock.

## Leben und Wirken
Der Abiturient Armin Roder leitete eine Laienspiel-Gruppe, wurde von seiner Deutsch-Lehrerin zum Studium der Schauspielkunst ermutigt und absolvierte von 1950 bis 1953 das Deutsche Theater-Institut Weimar.
Erste Engagements folgten in Greiz und am Nationaltheater Weimar. Im Sommer 1961 sprach der von den „Rügen-Festspielen“ und Klaus Störtebeker faszinierte Armin Roder in Ralswiek zusammen mit seiner Ehefrau bei Hanns Anselm Perten vor, wurde „auf der Stelle eingekauft“ und war anschließend von 1962 bis 1991 am Volkstheater Rostock („VTR“) in 360 Rollen tätig.
Als „einer aus Pertens bester Garde“ trug Armin Roder von 1962 bis 1991 am „VTR“ mit seinem unverwechselbaren Talent und der Universalität seines künstlerischen Charakters dazu bei, dem Theater in der Stadt Rostock insbesondere mit Rollen in Rostock ur- oder erstaufgeführten Dramen von Peter Weiss und Rolf Hochhuth über Jahrzehnte zu Ruhm und Ansehen zu verhelfen.
Armin Roder übernahm neben herausragenden Rollen in den großen Inszenierungen des Volkstheaters auch Rollen vor dem Mikrofon und der Kamera in Film und Fernsehen und wurde so über das Gebiet der Stadt Rostock und des heutigen Mecklenburg-Vorpommern hinaus für das Publikum sichtbar und auch auf Tonträgern hörbar.
Im Jahre 1964 in der vom Ostseestudio Rostock im Fernsehen der DDR aufgezeichneten Produktion mit dem Titel „Das Leben meines Bruders“ von der österreichischen Schriftstellerin
Lida Winiewicz hatte Armin Roder die Rolle des Alan Dewey und brachte  damit die Anfang der 1960er Jahre in den USA immer noch aktuelle Rassendiskriminierung auf die deutschen Fernsehbildschirme, was in 1966 auch in der ARD im Süddeutschen Rundfunk Stuttgart ausgestrahlt wurde.
Im DEFA-Spielfilm „Terra Incognita“ (1965) verkörperte Armin Roder die Rolle eines Schichtführers bei der Erdölförderung in Deutschland als ein allgemein unbekannter Teil der Industriegeschichte auf dem Gebiet des heutigen Mecklenburg-Vorpommern.
In der Fernsehserie „Zur See“ im Auftrag des Fernsehens der DDR mit den populärsten Akteuren ihrer Zeit stand Armin Roder in der Rolle als Jurist Dettmann in Folge 8 „Die Verhandlung“ (1977) vor der Kamera.
Mit Bezug zu Werftgeschichten in Stralsund im DDR-TV-Movie „Zugvogel am Sund“ (1979) u. a. mit Jürgen Zartmann spielte Armin Roder einen Direktor.
Bei den im Rahmen der 18. Arbeiterfestspiele der DDR 1980 – 1981 in der Ralswieker Bühnenfassung neu aufgeführten Dramatischen Ballade von KuBa, die Teil der Geschichte der heutigen Störtebeker-Festspiele ist, verkörperte Armin Roder die Figur des Simon von Utrecht als ein Gegenspieler des von Manfred Gorr dargestellten Rebellen Klaus Störtebeker. Armin Roder ist darüber hinaus auch im Autorenverzeichnis vom Verlag Theater der Zeit mit Beiträgen als Schauspieler vom Volkstheater Rostock dokumentiert.
Von der Gründung der Compagnie de Comédie Rostock 1991 an zusammen mit Joachim Lemke, Martina Witte und weiteren Gründungsmitgliedern gehörte Armin Roder ihr bis 1993 an. Ab 1995 gastierte Roder in „Der Regenmacher“ in der Kleinen Komödie in Kassel und ist der „Kulturstadt Rostock“ durch seine Persönlichkeit, Statur, Stimme und Spielweise als seine „Markenzeichen“ unverkennbar und vertraut.

## Theater (Auswahl)
- 1961: Klaus Störtebeker von Kurt Barthel. Rügenfestspiele Ralswiek.
- 1964: Die Verfolgung und Ermordung Jean Paul Marats von Peter Weiss.
- 1969: Hamlet von William Shakespeare.
- 1976: Wie dem Herrn Mockinpott das Leiden ausgetrieben wird  von Peter Weiss.
- 1980, 1981: Klaus Störtebeker von Kurt Barthel – Rügenfestspiele Ralswiek.
- 1981: Die Preussen kommen von Claus Hammel.
- 1991: Frühlings Erwachen von Frank Wedekind.

## Hörspiele / Hörbücher
- Die Verfolgung und Ermordung Jean Paul Marats (Sprechrolle als Patient Lavosier)[10][11]
- Terra Incognita (Sprechrolle als Mahlzahn, Von Abteilung Bohrtechnik des Kombinates)[12][13]
- Unbesiegbares Vietnam (Sprechrolle als Albert E. Finney, Oberstleutnant)[14][15]
- Dantons Tod (Sprechrolle als Collot D'Herbois)[16][17]

## Filmografie (Auswahl)
- 1964: Das Leben meines Bruders
- 1965: Terra incognita
- 1977: Zur See – Folge 8 „Die Verhandlung“
- 1979: Zugvogel am Sund
- 1981: Juristen[18]
- 1984: Martin Luther & Thomas Münzer oder Die Einführung der Buchhaltung[19]